# Aethes affinis
Aethes affinis är en fjärilsart som beskrevs av Józef Razowski 1967. Aethes affinis ingår i släktet Aethes och familjen vecklare. Inga underarter finns listade i Catalogue of Life.